# Ptecticus kraussi
Ptecticus kraussi är en tvåvingeart som beskrevs av James 1982. Ptecticus kraussi ingår i släktet Ptecticus och familjen vapenflugor. Inga underarter finns listade i Catalogue of Life.